# Pavel Blatný (Komponist)
Pavel Blatný (* 14. September 1931 in Brünn; † 20. Januar 2021 ebenda) war ein tschechischer Komponist, der sich intensiv mit dem Third Stream beschäftigt hat. Er lebte als freischaffender Komponist in Brünn.

## Leben
Der Sohn von Josef Blatný absolvierte zunächst das Konservatorium seiner Heimatstadt (Komposition bei Theodor Schaefer, Klavier bei Vilém Vaňura und Dirigieren bei Bohumír Liška) und studierte dann an der Masaryk-Universität in Prag und an der Berklee School of Music in Boston, wo er auch promovierte. Privat studierte er Komposition bei Pavel Bořkovec (1955–57), über dessen szenische Musik er seine musikwissenschaftliche Diplomarbeit verfasste.
Von 1963 bis 1992 war er Musikredakteur beim Fernsehsender Brünn, seit 1973 in leitender Position. Daneben unterrichtete er Ende der 1960er Jahre bei den Darmstädter Ferienkursen, den Jazz-Kursen in Remscheid, der Jazzwoche Burghausen und am Berklee College of Music in Boston. Von 1980 bis 1992 lehrte außerdem an der Janáček-Akademie Brünn (JAMU).

## Schaffen
In seiner ersten Schaffensperiode setzte er sich mit dem Neoklassizismus auseinander, der aus seiner Sicht vor allem durch Martinů, Strawinsky und Prokofjew repräsentiert wurde.
Viele Werke der zweiten Schaffensperiode, die von 1960 bis 1980 datiert wird, sind durch den Jazz und die Third-Stream-Musik geprägt. Blatný komponierte eine Studie für Vierteltontrompete, ein Konzert für Jazzorchester, ein Jazznonett und ein Stück für Jazzband und Kammerensemble, daneben Orchester- und Instrumentalstücke, Vokalwerke, Musicals und eine Kinderoper. Er schrieb u. a. für Gustav Brom, Karel Krautgartner, Kurt Edelhagen, Erwin Lehn, Don Ellis (Pour Ellis 1966), den Danish Radio Jazz Workshop und einige weitere Big Bands. Diese „Kompositionen erregten berechtigtes Interesse beim Publikum sowie bei den Kritikern und gehörten zu den besten Werken, die im Bereich der damaligen Jazzszene entstanden.“
Nach dem Jahre 1980 kam es zu einem grundsätzlichen Umbruch in dem Schaffenswerk von Blatný, der auch als Rückkehr „zu der Tradition und Abkehr von dem Radikalismus und Rationalkonstruktivismus der Neuen Musik und des dritten Stroms“ gewertet wird.